# Очовечи, Оче
О́че Одо́ба Очове́чи (англ. Oche Odoba Ochowechi; 13 октября 2001, Бенуэ) — нигерийский футболист, нападающий клуба «Кривбасс», выступающий на правах аренды за израильский клуб «Хапоэль».

## Биография
Родился в нигерийском штате Бенуэ. На юношеском уровне выступал на родине за «Ремо Старз» (до 2018 года) и «Плато Юнайтед» (2018—2019). В преддверии старта сезона 2020/21 переведён в первую команду «Плато Юнайтед». На профессиональном уровне дебютировал за команду 29 ноября 2020 года в проигранном (0:1) домашнем поединке предыдущего раунда Лиги чемпионов КАФ против танзанийского «Симбы» (Дар-эс-Салам). Оче вышел на поле в стартовом составе и отыграл весь матч. В Премьер-лиге Нигерии дебютировал 4 января 2021 года в ничейном (0:0) выездном поединке 2-го тура против «Вики Туристс». Очовечи вышел на поле в стартовом составе и отыграл весь матч. Первым голом за «Плато» отличился 24 февраля 2021 года на 6-й минуте победного (3:0) домашнего поединка 12-го тура Премьер-лиги Нигерии против «Джигава Голден Старз». Оче вышел на поле в стартовом составе и отыграл весь матч, а на 21-й минуте отличился голевой передачей на Ибрагима Мустафу. С 2020 по 2021 год сыграл 29 матчей (6 голов, 3 ассиста) в Премьер-лиге Нигерии и 2 поединка в африканской Лиге чемпионов.
В начале сентября 2021 года перебрался в португальский «Фейренсе». В футболке нового клуба дебютировал 10 октября 2021 года в проигранном (0:2) выездном поединке 8-го тура Сегунда-Лиги против «Лейшойнша». Очовечи вышел на поле на 64-й минуте вместо Самуэла Телеша. Первым голом за «Фейренсе» отличился 15 мая 2022 года на 9-й минуте победного (4:1) домашнего поединка 34-го тура Сегунда-Лиги против «Насьонала». Оче вышел на поле в стартовом составе, а на 64-й минуте его заменил Жардел. В команде провёл три сезона, в том числе в сезонах 2022/23 и 2023/24 был игроком основной обоймы. В составе «Фейренсе» сыграл 71 матч (10 голов) во втором по силе дивизионе португальского чемпионата, 2 поединка в кубке Португалии и 4 матча в кубке португальской лиги.
5 июля 2024 года подписал 3-летний контракт с «Кривбассом».
Очовечи достиг соглашения с азербайджанским клубом «Габала» об аренде на один год 16 сентября 2024 года.